# Desperados (album)
Pour les articles homonymes, voir Desperados.
Albums de Vulcain
La Dame De Fer Big Brothers
Desperados est le deuxième album studio du groupe de heavy metal français Vulcain, surnommés les Motörhead français. Sorti en 1985, il est dédié à un certain Richard, ami du groupe décédé à moto au cours de l'été 1984.

## Composition du groupe
- Daniel Puzio : chant et guitare
- Didier Lohezic : guitare
- Vincent Puzio : basse et chœurs
- Marc Varez : batterie et chœurs

## Liste des chansons de l'album
| 1.    | Approche (instrumental) | 0:35 |
| 2.    | Blueberry Blues         | 3:41 |
| 3.    | Richard                 | 4:46 |
| 4.    | Sur La Route            | 5:27 |
| 5.    | Comme Des Chiens        | 3:22 |
| 6.    | Fuck The Polices        | 3:33 |
| 7.    | Sweet Lorraine          | 3:56 |
| 8.    | Le Verre De Trop        | 3:36 |
| 9.    | Si Tu Bats De L'Aile    | 6:29 |
| 10.   | Pour Un Soir            | 3:07 |
| 11.   | Soldat                  | 4:16 |
| 42:48 |                         |      |